# Jimmy Stewart
Para el actor estadounidense ver James Stewart.
Jimmy Stewart es un exfutbolista hondureño, que se desempeñó en la posición de guardameta, para el Real Club Deportivo España de San Pedro Sula y la selección nacional.

## Biografía
Jimmy Stewart Bodden ha sido considerado uno de los mejores guardametas de la Liga Nacional de Fútbol de Honduras, sino quizá el mejor de todos.
Stewart comenzó su carrera futbolística en el Club Deportivo Platense, equipo con el cual salió campeón de la Liga Nacional de Fútbol de Honduras. Con este equipo Stewart jugó 140 partidos desde 1967 hasta 1975.
Sus grandes reflejos y cualidades físicas lo llevaron a ser contratado por el Real Club Deportivo España de San Pedro Sula, equipo con el cual logró campeonizar. Con los 'Aurinegros' del España Jimmy participó en 159 encuentros desde su primera presentación en 1975, hasta 1981.

### Selección nacional
Jimmy Stewart fue internacional con la Selección de fútbol de Honduras, para las eliminatorias de Alemania 1974 y España 1982. Su larga carrera como portero, lo llevó a ser parte de dos generaciones distintas de futbolistas catrachos.
Stewart fue parte del torneo pre-clasificatorio al pre-mundial de Haití en 1972. En esa ocasión; Honduras enfrentó a la selección de fútbol de Costa Rica (2-1) en Tegucigalpa. Este partido fue determinante; para que Honduras pasara a la siguiente ronda del torneo eliminatorio.
En 1973 'Jimmy' fue el arquero titular de Honduras durante la eliminatoria celebrado en Haití. En esa oportunidad, Honduras realizó una buena actuación pero sin lograr clasificar al mundial de Alemania 1974.
El 7 de diciembre de 1980, Honduras enfrentó a la selección de fútbol de Guatemala en el estadio: Mateo Flores de la Ciudad de Guatemala. En esa ocasión, Jimmy Stewart salió de arquero titular y fue artífice en el triunfo catracho por 1-0. Con ese triunfo, el cuadro dirigido por Chelato Uclés logró pasar a la siguiente ronda, del torneo eliminatorio para el mundial de España 1982.
Una vez en la eliminatoria final de Tegucigalpa; Stewart le cedió el puesto al joven guardameta Julio César Arzú.
Luego de lograda la clasificación de Honduras al mundial; Stewart asistió a la justa de España 1982 como segundo arquero de la selección de fútbol de Honduras, terminando así, su participación con la selección nacional a nivel internacional.

## Participaciones en Copas del Mundo
| Mundial                        | Sede   | Resultado    |
| ------------------------------ | ------ | ------------ |
| Copa Mundial de Fútbol de 1982 | España | Primera fase |

## Clubes
| Club                       | País     | Año  |
| -------------------------- | -------- | ---- |
| Club Deportivo Platense    | Honduras | 1965 |
| Real Club Deportivo España | Honduras | 1975 |

## Palmarés

### Campeonatos nacionales
| Título                              | Club                       | País     | Año  |
| ----------------------------------- | -------------------------- | -------- | ---- |
| Liga Nacional de Fútbol de Honduras | Club Deportivo Platense    | Honduras | 1965 |
| Liga Nacional de Fútbol de Honduras | Real Club Deportivo España | Honduras | 1974 |

### Copas internacionales
| Título   | Equipo (*)            | País     | Año  |
| -------- | --------------------- | -------- | ---- |
| Concacaf | Selección nacional de | Honduras | 1981 |

## Distinciones individuales
| Distinción                                                      | Año       |
| --------------------------------------------------------------- | --------- |
| Arquero Menos Batido, de la Liga Nacional de Fútbol de Honduras | 1980-1981 |

(*) Incluyendo la selección
- Datos: Q636065